# Sarah Trilsch
Sarah Trilsch (* 28. Dezember 1986 in Dresden) ist eine deutsche Theater- und Hörspielautorin.

## Leben
Sarah Trilsch absolvierte ein Studium der Germanistik an der Universität Leipzig, das sie 2009 mit dem Bachelor of Arts abschloss. Es folgte ein Studium Literarisches Schreiben am Deutschen Literaturinstitut in Leipzig und Szenisches Schreiben bei UniT Graz. 2012 erhielt sie den Leonhard-Frank-Preis.
Trilsch lebt mit ihrer Familie in Stockholm.

## Werke

### Hörspiele
- young rebel, Regie: Judith Lorentz, SWR2 2012
- Ich und die Weltmeere. Weil die Tür vom U-Boot klemmte, Regie: Iris Drögekamp, SWR2 2012
- Über uns die Lichter, Regie: Anouschka Trocker, rbb 2014
- Wenn Pinguine fliegen, Regie: Judith Lorentz, Deutschlandradio Kultur 2016
- Gustav im Schrank, Regie: Klaus-Michael Klingsporn, Deutschlandfunk Kultur 2018

### Stücke
- Ich und die Weltmeere. Weil die Tür vom U-Boot klemmte (UA: Mainfrankentheater Würzburg 2013)
- Wenn Pinguine fliegen (UA: Hans Otto Theater Potsdam 2017)
- Dark Lux (UA: Ballhaus Ost 2018)

### CDs
- Dark Lux, Komposition: Gordon Kampe, Genuin 2021

## Auszeichnungen
- 2009: Gewinnerin des Dramatikerwettbewerbs JAHRGANG 89 des neuen theaters halle
- 2011: Münchner Förderpreis für deutschsprachige Dramatik[4]
- 2012: Leonhard-Frank-Preis[5]
- 2013: Alfred-Döblin-Stipendium der Akademie der Künste Berlin[6]
- 2013: Hörspielstipendium der Filmstiftung NRW[7]
- 2015: Förderpreis des Berliner Kindertheaterpreises[8]